# 1586

## Esdeveniments
Països Catalans
Resta del món

## Naixements
Països Catalans
- 1 de gener - Barcelona: Pau Claris i Casademunt, 94è president de la Generalitat de Catalunya.

Resta del món
- 20 d'abril - Lima: Rosa de Lima, religiosa peruana canonitzada per l'Església catòlica (m. 1617).[1]
- 15 de setembre - Anvers (Marquesat d'Anvers): Antoon Sanders o Antonius Sanderus, canonge, historiador, filòsof i teòleg flamenc.
- Agen: Francés de Corteta, poeta

## Necrològiques
- 27 d'agost, Madrid, Espanya: George de La Hèle, músic de l'escola francoflamenca actiu a Espanya.
- 17 d'octubre, Arnhem (Països Baixos): Philip Sidney, poeta anglès (n.1554).[2]